# Nogarole Rocca
Nogarole Rocca (Nogaróle in dialetto locale) è un comune italiano di 3 915 abitanti della provincia di Verona in Veneto.

## Geografia fisica
Nogarole Rocca dista 21 chilometri da Verona. Rispetto al capoluogo è in posizione sud-ovest.
Confina a nord con Povegliano Veronese, a nord-est con Vigasio, a est con Trevenzuolo, a sud con Roverbella (provincia di Mantova) e a ovest con Mozzecane. Si trova inoltre nelle vicinanze di Villafranca di Verona, dalla quale dista circa 8 km.
Il territorio comunale è completamente pianeggiante e sorge in un'area agricola nella zona definita Bassa Veronese, poco distante dal fiume Mincio.

## Storia
I primi insediamenti umani sono preistorici, sono stati rinvenuti focolai, una discreta varietà di ceramiche, ossa lavorate e bronzi. Scavi effettuati tra il 2017 ed il 2019 hanno portato alla luce una necropoli che si configura come l'unica e più importante necropoli rinvenuta in Italia settentrionale per la quale si possa ipotizzare una continuità di utilizzo tra età Campaniforme (2500-2200 a.C.) ed età del Bronzo (2200-1150 a.C.).
Dell'epoca romana è stata ritrovata un'epigrafe riguardante un centurione. Nel 933, durante il regno di Ugo di Provenza e Lotario II, giunsero dalla Francia i Nogarola, i quali costruirono un castello a cui sono legate le vicende del luogo. Le vicissitudini del territorio rimasero da allora legate a quelle di Verona.
All'inizio del '300 il feudo ed il castello sono assegnati a Giacomo Dal Verme (+ ca. 1350), condottiero degli Scaligeri, che sposa Diamante de Nogarola divenendo signore di Bagnolo e della Rocca di Nogarole. Fu altresì Signore di Correzzo e Maccacari (Gazzo Veronese), Campalano di Nogara e di San Zeno di Montagna. Alla sua morte i feudi sono trasmessi agli eredi diretti e poi nel 1404 per successione feudale assieme al feudo di Isola della Scala a Jacopo Dal Verme, già signore di Sanguinetto, Asparetto, Bobbio e Val Tidone ed altri feudi nel piacentino. Alla sua morte nel 1409 subentra il figlio Luigi Dal Verme, conte imperiale di Sanguinetto, e conte di Bobbio e Voghera, Castel San Giovanni e val Tidone e signore di altri feudi, ma nel 1437 vengono confiscati tutti i feudi veneti per la definitiva alleanza con Milano.
Dopo la confisca al Dal Verme il castello rientrò ovviamente tra quelli che furono stabilmente presidiati da castellani veneziani. Nel 1544, Venezia lo vende all'incanto al veneziano Leonardo Boldù per il prezzo di 520 ducati. Il 28 marzo dell'anno successivo il castello passò, per rinuncia del Boldù, al conte Giovanni Bevilacqua Lazise. Da allora i Bevilacqua Lazise assunsero anche il titolo di "Conti di Nogarole Rocca" che rimase ai discendenti di questa famiglia fino al 1878.

## Monumenti e luoghi d'interesse

### Architetture religiose
- Chiesa di S. Lorenzo Martire - 1339 -XIV secolo All'interno vi sono due pale: un "CRISTO RISORTO" attribuite a Felice e Domenico Brusasorzi e la "VERGINE DEL CARMELO" di Biagio Falcieri
- Chiesa S. Martino - 1530 - XVI secolo Degno di nota: altare in marmo stile barocco ed un trittico sulla parete del coro, di scuola mantegnesca, raffigura a i santi S. Martino, S. Erasmo e S. Zeno.

### Architetture militari
- La Rocca - (XIV secolo).[8] All'inizio del '300 il feudo ed il castello sono assegnati a Giacomo Dal Verme (+ ca. 1350), condottiero degli Scaligeri, che sposa Diamante de Nogarola divenendo signore di Bagnolo e della Rocca di Nogarole[6]. Al tramonto della signoria scaligera, la Rocca fu ceduta a Nicolò Diversi e a Guglielmo Bevilacqua, consiglieri di Giangaleazzo Visconti, duca di Milano. Nicolò Diversi, il 28 agosto 1392 l'acquistava alla camera Ducale. All'inizio del dominio di Venezia nel 1404 fu consegnato per successione feudale a Jacopo Dal Verme, condottiero, già signore di Sanguinetto, Asparetto, Bobbio e Val Tidone ed altri feudi nel piacentino. Alla sua morte nel 1409 subentra il figlio Luigi Dal Verme, conte imperiale di Sanguinetto, e conte di Bobbio e Voghera, Castel San Giovanni e val Tidone e signore di altri feudi, ma nel 1437 vengono confiscati tutti i feudi veneti per la definitiva alleanza con Milano e quindi anche il feudo e la Rocca ritornarono di proprietà alla Serenissima. Nel 1543 il castello fu venduto all'incanto in Rialto a Venezia a Leonardo Boldri per 520 ducati, con l'obbligo di farlo abbassare, togliendogli ogni aspetto di fortezza, levando i terrapieni e coprendo le fosse. Il Boldri, due anni dopo, lo cedette a Giovanni Bevilacqua Lazise il cui stemma (un'aquila) è scolpito nell'arco interno al castello. Da allora i Bevilacqua Lazise assunsero anche il titolo di "Conti di Nogarole Rocca". Alla fine del 1800 il Signor Benedetto Barbieri, comperò la Rocca ed il fondo circostante dei Bevilacqua. Nell'interno del castello vi è una chiesetta intitolata a San Carlo Borromeo abbellita un tempo con dipinti ed oggetti di valore, tra i quali una pala della Vergine con bambino, San Giovanni Battista e San Carlo Borromeo, ora asportata. Alla morte della signorina Maria, avvenuta il 7 giugno 1973, l'intera proprietà è stata donata con atto testamentario all'Amministrazione della Provincia di Verona affinché ne facesse un ospedale per bambini spastici, cosa che la provincia non ha fatto. Solo un quarantennio più tardi e grazie alle richieste di un comitato formato dai genitori e parenti degli allora bambini portatori di handicap, sono state costruite alcune casette per l'assistenza dei giovani "spastici".

## Società

### Evoluzione demografica
Abitanti censiti

## Cultura

### Tradizioni e folclore
- Sagra di San Lorenzo

L'appuntamento principale che si svolge solitamente la terza settimana di luglio
- Sagra di San Luigi

È la sagra paesana della frazione di Bagnolo. Si svolge nel quarto fine settimana di agosto ed è un appuntamento di notevole importanza.
- Sagra di San Leonardo

La sagra paesana della frazione di Pradelle. Si svolge solitamente nel periodo che comprende il Primo Maggio.
- Da San Leonardo a San Martino

Serie di manifestazioni e incontri culturali che si svolgono nel periodo dei giorni consacrati ai due santi cristiani, 6 e 11 novembre.

## Economia
Sono presenti aziende agricole con produzione ortofrutticole e cerealicole. In particolare, Nogarole Rocca fa parte dell'area di produzione del Riso Nano Vialone Veronese, che viene coltivato su terreni della pianura veronese irrigati con acqua di risorgiva.
Sono presenti anche attività manifatturiere, agroalimentari e commerciali in genere.

## Geografia antropica

### Frazioni

#### Bagnolo
Bagnolo è una delle frazioni di Nogarole Rocca. Il Santo Patrono è San Martino. La chiesa parrocchiale, nonostante le consistenti manomissioni subite nel tempo, comunica ancora con evidenza l'impronta stilistica della costruzione quattrocentesca.
Nell'abside vi è il trittico di San Martino di Tours che, in alcuni scritti, viene citato come opera della scuola mantegnana.

#### Pradelle
Il santo patrono è Santa Maria Assunta. Nel paesino è presente la scuola elementare recentemente ampliata. Come a Bagnolo, qui risiede gran parte dei 3 000 abitanti del comune. A Pradelle è stato aperto un cantiere per la costruzione di un centro commerciale, anche se la costruzione non è proseguita. Negli ultimi anni un'ampia zona agricola è stata resa edificabile.

## Infrastrutture e trasporti
Il comune è connesso alla rete stradale italiana grazie a un proprio casello sull'autostrada A22, che lo collega a nord con Trento, Bolzano e il passo del Brennero al confine austriaco e a sud con Mantova e Modena.
Lo scalo ferroviario più prossimo è quello di Mozzecane, sulla linea Verona-Mantova.

## Amministrazione
Il comune fa parte dell'Unione Comunale detta Unione veronese Tartaro Tione. I comuni aderenti sono: Erbè, Nogarole Rocca e Trevenzuolo.
Tale unione gestisce i seguenti servizi comunali: sociale, tributi, commercio, polizia municipale, polizia amministrativa, notifiche, manutenzione del patrimonio dei Comuni associati, protezione civile.
| Periodo     | Periodo     | Primo cittadino   | Partito                                              | Carica  | Note   |
| ----------- | ----------- | ----------------- | ---------------------------------------------------- | ------- | ------ |
| luglio 1985 | maggio 1990 | Silvano Miriamoli | Democrazia Cristiana                                 | Sindaco | [ 10 ] |
| giugno 1990 | aprile 1995 | Silvano Miriamoli | Democrazia Cristiana                                 | Sindaco | [ 11 ] |
| aprile 1995 | giugno 1999 | Paolo Tovo        | Lista Civica                                         | Sindaco | [ 12 ] |
| giugno 1999 | giugno 2004 | Paolo Tovo        | Lista Civica                                         | Sindaco | [ 13 ] |
| giugno 2004 | giugno 2009 | Luca Trentini     | Lista Civica                                         | Sindaco | [ 14 ] |
| giugno 2009 | maggio 2014 | Luca Trentini     | Lista Civica "Trentini Sindaco"                      | Sindaco | [ 15 ] |
| maggio 2014 | maggio 2019 | Paolo Tovo        | PD, eletto con lista Civica "Solidarietà e Sviluppo" | Sindaco |        |
| maggio 2019 | in carica   | Luca Trentini     | PD, eletto con lista Civica "Solidarietà e Sviluppo" | Sindaco |        |

## Sport

### Ciclismo
Trofeo Gino Visentini
Il Trofeo Gino Visentini, in alcune edizioni denominato Trofeo Gino Visentini-Medaglia d'oro Mario Miriamoli, è una corsa in linea maschile di ciclismo su strada riservata alla categoria Under 23 che si disputa nel mese di aprile nella frazione di Bagnolo.
Nell'albo d'oro della corsa, nata nel 1946, sono presenti i nomi di ciclisti come Dino Zandegù, Octavio Dazzan, Silvano Riccò, Davide Casarotto, Jacopo Guarnieri, Sonny Colbrelli, Andrea Guardini e Jakub Mareczko.